# 어네스트 겔너

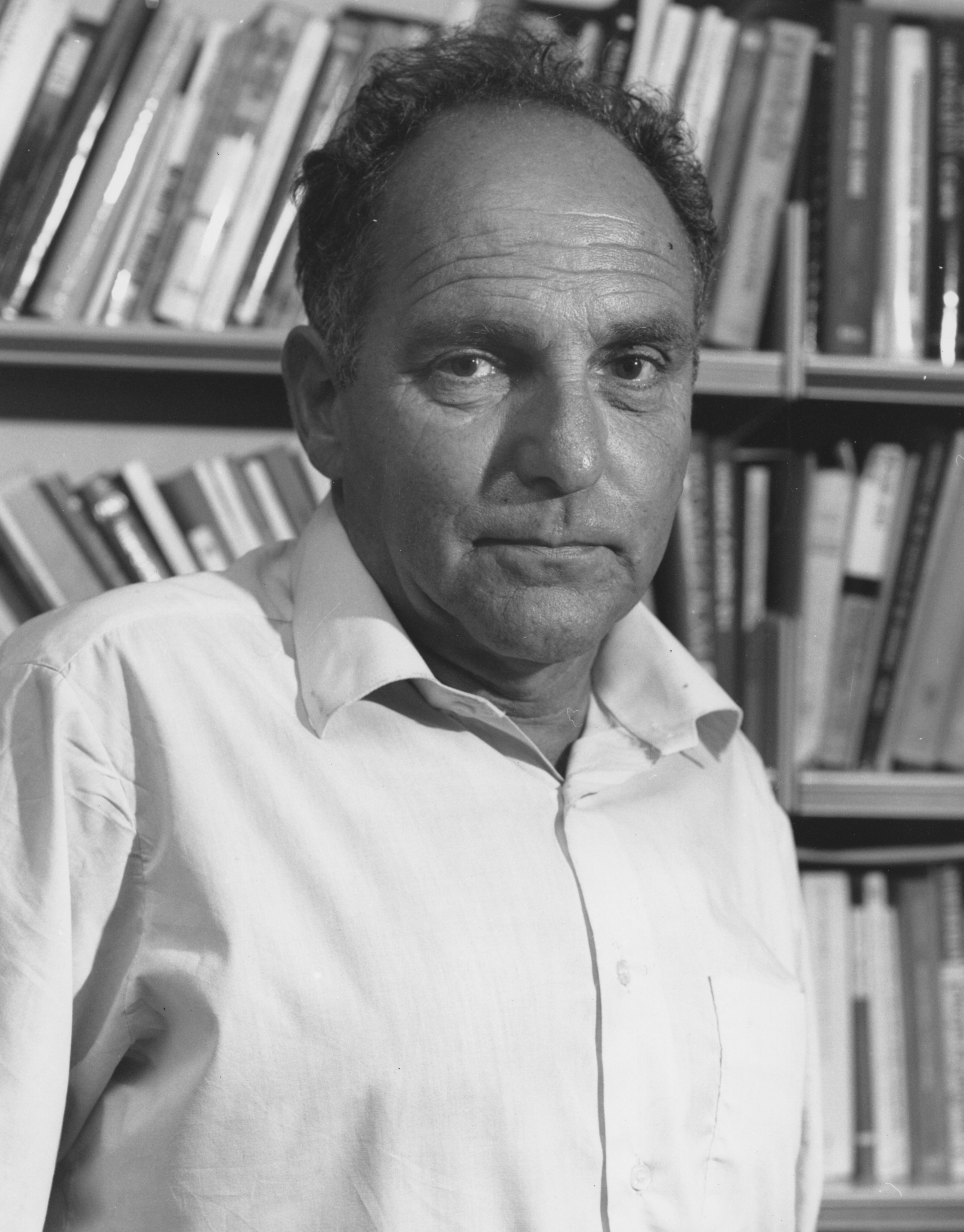

어네스트 겔너(Ernest Gellner, 1925년 12월 9일 ~ 1995년 11월 5일)는 영국-체코의 철학자이자 사회 인류학자이다.
그의 첫 번째 책인 《Words and Things》(1959)에서 언어적 철학에 대한 공격을 했다. 런던경제대학원에서 22년 동안 철학, 논리학, 과학법 교수로 재직하였다. 공산주의, 정신분석학, 상대주의 등 닫힌 체제로 그가 본 것에 대항하여 싸웠다. 사회사상의 다른 문제들, 현대화 이론과 민족주의는 그의 중심 주제들 중 두 가지였다. 그의 다문화적 관점은 그가 세 개의 분리된 문명의 주제 안에서 일하도록 하였다.